# Гочалтово
Гочалтово (слч. Gočaltovo) насељено је мјесто са административним статусом сеоске општине (слч. obec) у округу Рожњава, у Кошичком крају, Словачка Република.

## Становништво
| Година:    | 1994. | 2004.   | 2014.   | 2024.    |
| ---------- | ----- | ------- | ------- | -------- |
| Број људи: | 270   | 249     | 246     | 209      |
| Разлика:   |       | -7,77 % | -1,20 % | -15,04 % |

| Година:    | 2023. | 2024.   |
| ---------- | ----- | ------- |
| Број људи: | 218   | 209     |
| Разлика:   |       | -4,12 % |

Према подацима о броју становника из 2011. године насеље је имало 253 становника.